# Valamugil formosae
Valamugil formosae är en fiskart som först beskrevs av Oshima 1922.  Valamugil formosae ingår i släktet Valamugil och familjen multfiskar. Inga underarter finns listade i Catalogue of Life.